# 王玉玺 (1939年)
王玉玺（1939年3月—2024年9月28日），男，山东滕州人，中华人民共和国政治人物。

## 生平
早年加入中国人民解放军。1958年12月至1964年1月，在解放军6023部队担任战士、班长、文化教员、副排长。1960年7月加入中国共产党。1964年1月至1965年4月，改任滕县姜屯公社万福楼窑场场长；1965年4月至1967年8月，任滕县人武部干事；1967年8月至1971年11月，任滕县金庄公社武装部助理员、部长，公社党的核心小组副组长、组长，革委副主任；1971年11月至1973年12月，出任滕县姜屯公社党委书记、革委主任；1973年12月至1975年3月，任滕县县委常委、县革委生产指挥部副主任；1975年3月至1975年5月，任滕县县委副书记、县革委副主任、人武部政委。
1975年5月至1977年6月，改任金乡县委书记、县革委主任、人武部政委。1977年6月至1983年9月，升任中共济宁地委副书记。1986年6月至1988年1月，出任中共济宁市委副书记。1988年1月至1991年7月，担任中共济宁市委书记、军分区党委第一书记；1991年7月至1993年4月，担任山东省政府秘书长、党组成员、办公厅党组书记兼省政府机关党工委书记。1993年4月至1998年4月，升任山东省副省长。1998年4月，在山东省第九届人民代表大会第一次会议上当选为山东省人民代表大会常务委员会副主任。曾任中国墨子学会名誉会长。